# Модуль автоморфизма
Модуль автоморфизма — вещественное положительное число, ставящееся в соответствие автоморфизму, локально компактной группы.
Если {\displaystyle G} — такая группа и {\displaystyle A} — некоторый автоморфизм группы {\displaystyle G} как топологической группы, то модуль автоморфизма а определяется формулой
{\displaystyle mod(A)=\mu A(S)/\mu S}?, где {\displaystyle \mu } — левоинвариантная мера Хаара на группе {\displaystyle G} и {\displaystyle S} — любое компактное подмножество группы {\displaystyle G} положительной меры (причем {\displaystyle mod(A)} не зависит от выбора {\displaystyle S}).
Если {\displaystyle G} компактна или дискретна, то всегда {\displaystyle mod(A)=1}, так как для компактной группы можно положить {\displaystyle S=G}, а для дискретной {\displaystyle S=a}, где {\displaystyle a} — любой элемент {\displaystyle G}.
Если {\displaystyle A} и {\displaystyle A'} — два автоморфизма группы G, то
{\displaystyle mod(A\circ A)=mod(A)mod(A').}
Если {\displaystyle \Gamma } — некоторая топологическая группа, которая непрерывно действует на группе {\displaystyle G} автоморфизмами, то {\displaystyle mod} определяет непрерывный гомоморфизм {\displaystyle mod:\Gamma \to \mathbb {R} _{+}}
где {\displaystyle \mathbb {R} _{+}} — мультипликативная группа вещественных положительных чисел.
В частности, сопоставляя каждому элементу {\displaystyle a\in G} порождаемый им внутренний автоморфизм группы {\displaystyle G} и рассматривая модуль этого автоморфизма, получают непрерывный гомоморфизм {\displaystyle G} в группу {\displaystyle \mathbb {R} _{+}}. Этот гомоморфизм тривиален только тогда, когда левоинвариантная мера Хаара на группе {\displaystyle G} является одновременно и правоинвариантной. Группы, удовлетворяющие последнему условию, называются унимодулярными.